# Wiesław Gogół
Wiesław Gogół (ur. 30 września 1927, zm. 7 kwietnia 2021) – polski specjalista w zakresie heliotechniki i podstawowych procesów wymiany ciepła, prof. dr inż., dr hab.

## Życiorys

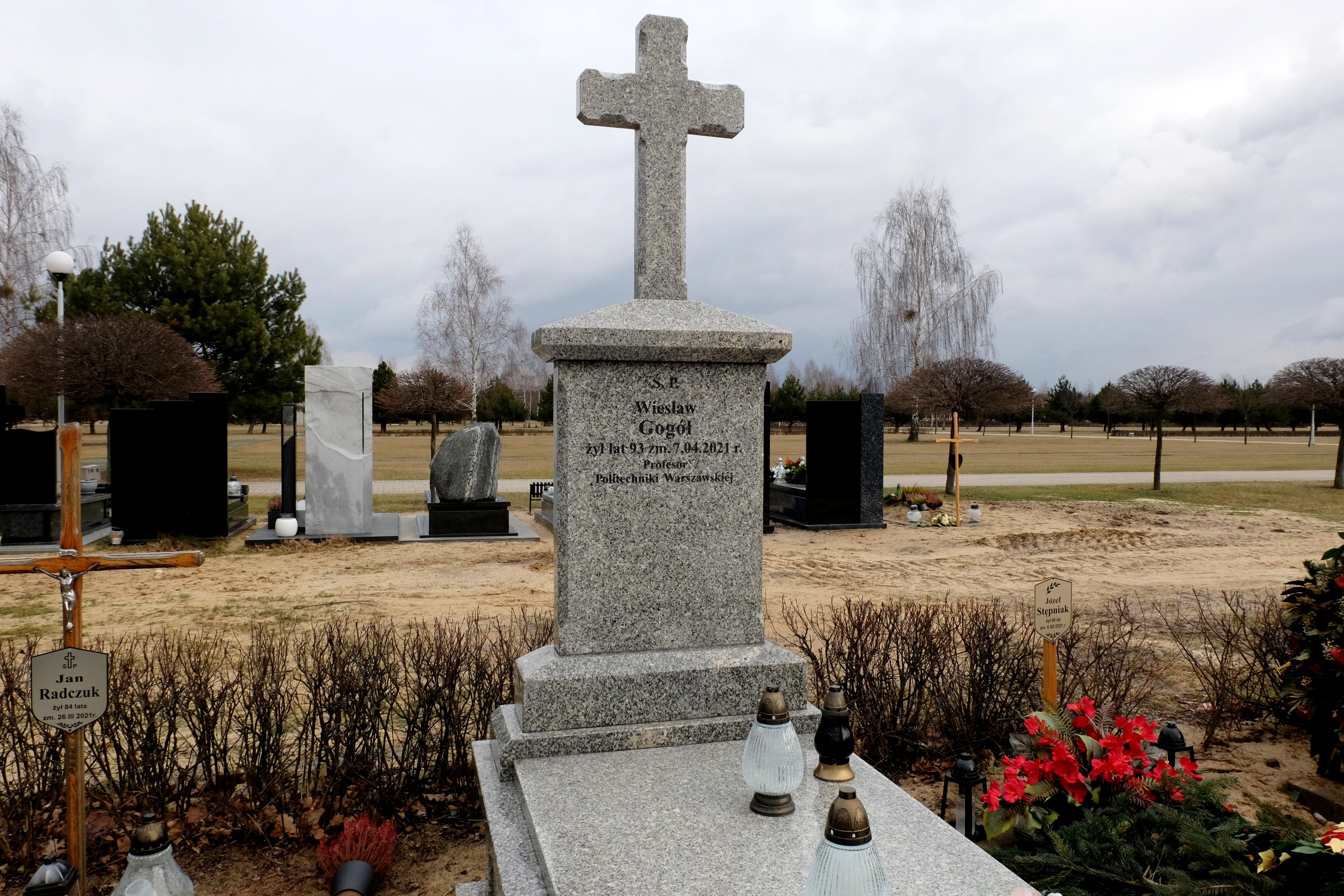
Grób prof. Wiesława Gogóła na Cmentarzu Komunalnym Południowym

Obronił pracę doktorską, następnie uzyskał stopień doktora habilitowanego. W 1982 nadano mu tytuł profesora w zakresie nauk technicznych. Pracował w Instytucie Techniki Cieplnej na Wydziale Mechanicznym Energetyki i Lotnictwa Politechniki Warszawskiej.
Był członkiem Komitetu Termodynamiki i Spalania Polskiej Akademii Nauk, od 1985 członkiem korespondentem, od 1986 członkiem zwyczajnym Towarzystwa Naukowego Warszawskiego

## Odznaczenia i wyróżnienia
- Medal Komisji Edukacji Narodowej[3]
- Krzyż Kawalerski Orderu Odrodzenia Polski[3]
- Złoty Krzyż Zasługi[3]
- Odznaka „Zasłużony dla Politechniki Warszawskiej”[3]